# De Bosjes
De Bosjes est une localité des Pays-Bas appartenant à la commune de Buren.